# Fiat A.12

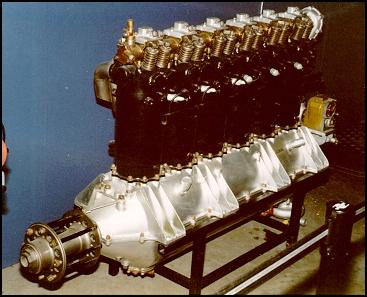
Letecký motor Fiat A.12

Fiat A.12 (v literatuře se objevuje i pod označením Fiat A-12) byl řadový stojatý vodou chlazený šestiválec o výkonu 260 k (191,2 kW), letecký motor vyráběný italskou automobilkou Fiat v letech první světové války. Později byla zavedena do výroby verze Fiat A.12bis o výkonu 300 k (220,65 kW).
Poháněl mimo jiné letouny Caproni Ca.4, Caproni Ca.5, Savoia-Pomilio S.P.2, Savoia-Pomilio S.P.3, Airco D.H.4, Airco D.H.9, Vickers Vimy (třetí prototyp, s/n B9954) či část produkce strojů Bréguet Bre.14 A2.

## Technické údaje
- Typ: vodou chlazený čtyřdobý zážehový stojatý řadový šestiválec s atmosférickým plněním. Rozvod čtyřventilový, OHC, vačkový hřídel je poháněn královským hřídelem.

- Vrtání: 160 mm
- Zdvih: 180 mm
- Celková plocha pístů: 1206 cm²
- Zdvihový objem motoru: 21 714 cm³
- Rozvod: čtyřventilový (dva sací a dva výfukové ventily), OHC, vačkový hřídel je poháněn královským hřídelem
- Výkon motoru: 260 k (191 kW)